# Battaglia di Pollenzo
La battaglia di Pollenzo (o della piana di Pollentia) ebbe luogo il 6 aprile 402, ed è da considerarsi come il tentativo dei Romani, guidati da Stilicone, di allontanare dall'Italia i Visigoti di Alarico I dopo i saccheggi delle città della pianura padana e l'assedio di Mediolanum (Milano). Dalla Rezia, dove era stato bloccato a causa dell'inverno, Stilicone tornò con rinforzi e liberò Mediolanum dall'assedio di Alarico, che si diresse su Asti. I Visigoti furono raggiunti dall'Esercito Romano nei pressi di Pollentia e sconfitti.

## Forze in campo
Stilicone (Romani)
- Fanteria
  - legionari
  - tribù barbare alleate
- Cavalleria
  - Cavalleria alleata degli Alani condotta da Saulo

Alarico (Visigoti)
- Guerrieri visigoti (fanteria e cavalleria appiedata)
- Carri delle salmerie (accampati)

## Schieramento
- Stilicone colloca la cavalleria di Saulo ai lati dello schieramento di fanteria dei legionari posti al centro.
- I Visigoti, cristiani ariani, pensando che i Romani non avrebbero attaccato, essendo Pasqua, erano accampati e la stavano festeggiando, celebrando una messa.

## Battaglia
Il combattimento fu iniziato dalle ali dell'esercito romano, ovvero, dai cavalieri alani comandati da Saulo i quali attraversarono il Tanaro ed attaccarono i Visigoti intenti a celebrare la messa. La cavalleria alana riuscì in un primo tempo a reggere i Visigoti, ma lo slancio di quella gotica, al comando diretto di Alarico, uccidendo Saulo, mise in fuga i cavalleggeri alani; a quel punto intervenne la fanteria romana, che era stata tenuta al centro da Stilicone.
I Romani fecero una manovra di conversione e riuscirono ad aggirare i Visigoti, pressandoli contro il monte San Vittore che scende a picco sul fiume. A questo punto gli uomini di Alarico ebbero la ritirata bloccata dal fiume ed accusarono ingenti perdite, finendo per essere messi in rotta. I Romani poterono così entrare nell'accampamento goto e trovarvi il bottino delle razzie compiute dai barbari dalla battaglia di Adrianopoli (378) in poi. Furono catturati anche diversi familiari di Alarico.
I due eserciti si scontrarono anche l'anno successivo nella battaglia di Verona.